# Mk.III中型坦克
Mk.III中型坦克（英語：Medium Mk.III）是一款英國於戰間期研發的中型坦克。這款坦克最終因爲成本超出了1930年代英國的承受能力而未能入役。在這款坦克被放棄後，英國把注意力轉向了更輕的Mk.IV中型坦克。Mk.IV中型坦克後來發展成了一型巡航坦克。

## 歷史
1926年，英國陸軍部提出研發一款能夠取代維克斯二型輕型坦克的改進型號的計劃。其後，爲了滿足此需求，維克斯-阿姆斯特朗公司研發出了重16英噸的A6中型坦克。這款坦克的主砲塔是圓柱形的，上面裝有1門QF 3磅炮；主砲塔前面有兩個裝有機槍的小砲塔。爲其提供動力的是一臺180匹的阿姆斯特朗-西德利V形8缸汽油機。
雖然這款坦克被認爲是「有前途的設計」，但是，軍方並不對這款坦克感到滿意。因爲它的重量超出預期，預期造價也過貴。因此，軍方開始把注意力轉向Mk.III中型坦克。這款坦克的比起A6中型坦克來說，性能有了一系列的提高。軍方於1928年訂購了一批Mk.III中型坦克。這批坦克自1930年開始陸續交付。但是，這款坦克對於1930年代初面臨財政窘局的英國來說還是過於昂貴。因此，這款坦克還是沒能投入量產。其後，英國把注意力轉向了更輕的Mk.IV中型坦克。四型中型坦克後來發展成了Mk.I巡航坦克。

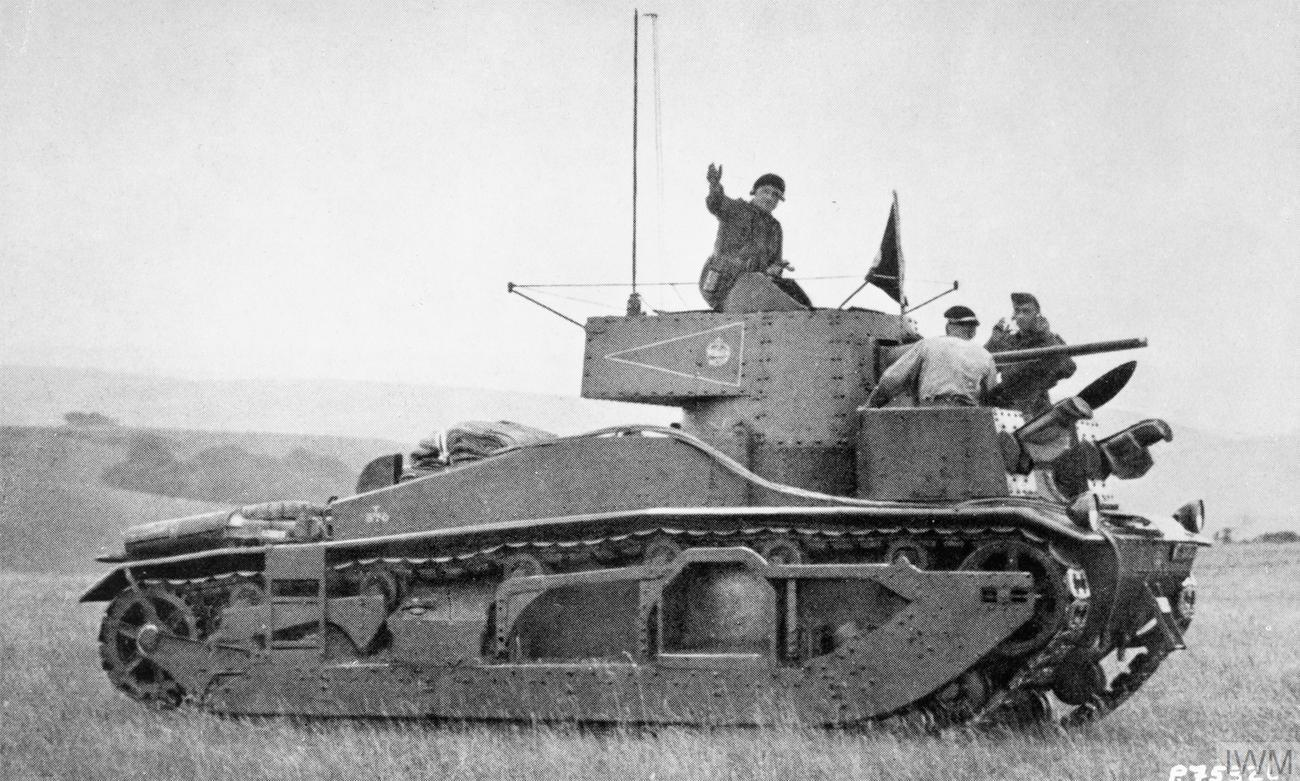
被改裝成指揮車的三型中型坦克

曾經有一輛Mk.III中型坦克被改裝成了指揮車。在它的砲塔上多出了一根天線。珀西・霍巴特准將在1934年的一次舉行於索爾茲伯里平原的演習中使用曾經使用過這輛坦克。

## 性能
Mk.III中型坦克的結構與A6中型坦克相似。相比A6中型坦克，它所安裝的砲塔是新設計，裝甲的材料是硬製合金。它的發動機和變速箱都是後置的，而砲塔的位置則相當靠前。砲塔後面有一段凸出。這凸出部是爲無線電臺準備的。這款坦克的缺陷之一是它的懸掛裝置仍然是A6中型坦克所用的類型。這種懸掛裝置的越野能力差，坦克在崎嶇路面上行駛時會產生顛簸。

## 現狀
英國總共僅製造了三輛Mk.III中型坦克。但是，英國人卻將這些坦克悉數報廢以回收金屬材料，因而這三輛坦克都沒能夠保留下來。

## 來源
1. 1 2 3 4  .   [2014-07-26]. （原始内容存档于2018-07-31）.
2. 1 2 3  Rickard, J (22 February 2012). .   [2014-07-26]. （原始内容存档于2020-02-17）.
3. 1 2  Fletcher, David. . HMSO, for REME Museum. 1991: 15-17. ISBN 0-11-290487-4.
4. ↑  .   [2014-07-26]. （原始内容存档于2018-08-30）.
5. ↑  AFV ProfileBritish and Commonwealth Armoured Formations (1919-1946) p12
6. ↑  .   [2014-07-29]. （原始内容存档于2017-04-25）.

## 外部連結
- 一個介紹二戰戰車的網站（英語）